# ليز ماليا
إليزابيث «ليز» ماليا (من مواليد 30 سبتمبر 1949) هي سياسية أمريكية من كومنولث ماساتشوستس. وهي تابعة لحزب الديمقراطية، خدمت في مجلس النواب في ولاية ماساتشوستس منذ آذار / مارس 1998. وهي تمثل مقاطعة سوفولك الحادية عشرة، والتي تضم أجزاء من أحياء بوسطن في جامايكا بلين وروزلينديل وروكسبوري ودورشستر.
في المجلس التشريعي، تعمل كرئيسة للجنة المشتركة المعنية بالصحة العقلية وإساءة استخدام المواد.
تخرجت ماليا من كلية بوسطن في عام 1971 وحصلت على درجة البكالوريوس في التعليم واللغة الإنجليزية، وعادت في عام 1989 لاستكمال برنامج شهادة الدراسات العليا في مركز المرأة في السياسة والحكومة. عملت في مجال الخدمات الإنسانية والرعاية الصحية وتنظيم المجتمع والدفاع عن العمل قبل أن تصبح رئيسة الموظفين لممثل الولاية جون إي ماكدونو في عام 1990.
في أواخر عام 1997، تقاعد ماكدونو في منتصف المدة لتولي منصب أستاذ مشارك في جامعة برانديز، وقفزت ماليا إلى السباق لخلافته. فازت في الانتخابات التمهيدية الخاصة بسهولة وذهبت للفوز بنسبة 67 ٪ من تصويت الانتخابات العامة الخاصة. وقد أعيد انتخابها في تشرين الثاني / نوفمبر 1998 وفازت بها مرة ثانية منذ ذلك الحين.
ماليا، سحاقية، شاركت في تأسيس مؤسسة المثليين والسحاقيات الديمقراطيين في منتصف الثمانينات. وهي واحدة من خمسة أعضاء من إل جي بي تي بشكل علني في محكمة ماساتشوستس العامة.

## روابط خارجية
- Legislative homepage